# María José Aranzasti
María José Aranzasti García (San Sebastián, 1960) es historiadora de arte española, especializada en arte vasco contemporáneo, comisaria de exposiciones y desde 2011 forma parte de la Junta Directiva como vocal de la Asociación MAV Mujeres en las Artes Visuales, a la vez que participa activamente en el colectivo Plataforma A del País Vasco para promover desde ambos entes la igualdad de las mujeres en el sistema del arte y de la cultura, combatir la persistente discriminación de las artistas en el ámbito de la creación, de la producción y propulsar su visualización.

## Trayectoria profesional
Es licenciada en Historia del Arte por la Universidad Autónoma de Madrid en 1984 y obtiene el diploma DEA (Estudios Avanzados en teoría y Praxis en el Arte) de la Universidad del País Vasco/EHU.
Desde 1985 trabaja en la organización de exposiciones en múltiples lugares. Inicia su actividad profesional como comisaria de Exposiciones para el Ayuntamiento de Zarauz, también ha trabajado como técnico de exposiciones para el Museo de Bellas Artes de Bilbao y para Kultur Bideetan (Caja Popular).
Realiza con la artista Elena Asins, la exposición Elena Asins, del 18 de septiembre al 18 de octubre en Sanz Enea, Zarauz 1998.
Desde 2001 colabora como comisaria independiente en la Sala Kubo del Kursaal donostiarra. Además de coordinar los catálogos de estas exposiciones es la autora de varios libros y artículos en publicaciones especializadas como "Exit", "Exit Book, "Ondare" y M-Arte y Cultura Visual" de la que es editora y colaboradora habitual. 
Ha sido miembro del Comité de Redacción de Ondare y directora de la misma (Revista de la Sección de Artes Plásticas y Monumentales de Eusko Ikaskuntza y socia de esta institución desde 1984). En mayo de 1999 recibe la Beca Ángel Apraiz de Eusko Ikaskuntza, para trabajar sobre la Fotografía en el País Vasco.
Su labor profesional se complementa con la docencia en Historia del Arte. Ha impartido en San Sebastián hasta el 2008 Historia del arte para los alumnos del Aula de la Experiencia dentro de la Universidad del País Vasco (UPV) en el campus de Guipúzcoa, en las Aulas de Kutxa y en el Club de Arte Catalina de Erauso. Imparte asimismo conferencias y seminarios en distintas localidades.
Como artista feminista ha formado parte de la junta directiva de la asociación Mujeres en las Artes Visuales.

## Publicaciones
Ha publicado diferentes reseñas bibliográficas y artículos sobre arte contemporáneo en las RIEV (Revista Internacional de Estudios Vascos) y ha sido la Coordinadora de todas las Jornadas de Revisión del Arte Vasco entre 1996 y 2008, formando parte en 2008 del Comité Científico en la Revisión del Arte Vasco entre 1975-2005: Revisión del Arte Medieval en Euskal Herria (1996). “Revisión del Arte del Renacimiento en Euskal Herria” (1998), “Revisión del Arte Barroco en Euskal Herria” (2000), “Revisión del Arte Neoclásico y Romántico (2002), Revisión del Arte Vasco entre 1875-1939 (2004) , Revisión del Arte Vasco 1939-1975 (2006).
Realiza las biografías y las bibliografías para “Pintores vascos en las Colecciones de las Cajas de Ahorros”. Kutxa,1994.
Realiza la documentación, biografía y bibliografía para el Catálogo Juan Luis Goenaga: Por caminos de sombras y silencio. Koldo Mitxelena, 1995.
Publica el libro “Premio de escultura Zarautz, 1996”. Ayto. de Zarauz, 1997.
Publica en 1997 el libro “Zarautz con toda el alma”, editado junto con el pintor Daniel Txopitea. 
Publica junto con Anjel Lertxundi : Elena Asins. Exposición en Sanz Enea, Zarauz, Ayuntamiento de Zarauz, 1998.
Dirige y coordina el libro Zarautz (1ª ed. Dic.1988 - 2ª ed. febr. 1999), en el que participa también con dos capítulos dedicados al arte. (Libro sobre historia, arte, literatura, arquitectura y urbanismo de la villa de Zarauz, con la participación de 22 autores y 25 fotógrafos).
En el 2002 publica en el libro titulado “Gipuzkoa begiragarria/Lo admirable de Gipuzkoa”: el artículo sobre el fotógrafo “Pascual Marín o su itinerario paisajístico por Gipuzkoa”. San Sebastián, Diputación Foral de Guipúzcoa, 2002.  Se adjunta PDF
Junto con Jaione Velilla es coordinadora de los Encuentros sobre Arte Contemporáneo desarrollados en el Archivo Foral de la Diputación de Bizkaia el 11,12 y 13 de diciembre de 1996 y participa como moderadora.
Para el XV Congreso de Eusko Ikaskuntza realizado del 27 al 29 de noviembre de 2001 “El estado de la cuestión en la ciencia, la cultura y las artes plásticas en los comienzos del siglo XXI y su divulgación a través de las redes telemáticas” presenta la ponencia, publicada por esta entidad sobre Fotografía que lleva por título Panorama General de la Fotografía en el País Vasco: temática, nuevas tendencias y hábitos perceptivos en la era de la iconosfera”[1]. 
En la Sala Kubo del Kursaal de Donostia realiza desde 2001 las siguientes exposiciones y el catálogo de los mismos. 
En 2001 es comisaria de la exposición del artista Darío Villalba "Autosabotaje y Poética del Lenguaje 1957 – 2001”.
En abril de 2002 es comisaria de la exposición sobre Eduardo Arroyo. “Pinturas, terracotas y piedras.
En abril de 2003 organiza la exposición de J.A Legorburu “Tubos de hierro” en la Casa de la Provincia en Sevilla.
En 2003 es comisaria de la exposición de los artistas “Bidaideak”. Balerdi, Goenaga, Mendiburu y Zumeta realizada en la Sala Kubo Kutxaespacio del Arte.
En mayo de 2005 es comisaria de la exposición “Las formas del mundo” del artista Miquel Barceló, realizada en la Sala Kubo Kutxaespacio del Arte. Coordina y realiza el catálogo de esta exposición.
En 2006 es comisaria de la exposición "Obra reciente" de Andrés Nagel.
En 2007 es comisaria de la exposición. “Obras fundamentales. Irish Museum of Modern Art de Dublín". Coordina y realiza el catálogo de esta exposición.
En 2007 publica "La Escuela de Arte de Deba: una escuela abierta, dinámica y de experimentación".
En las salas del Boulevard de San Sebastián comisaria la exposición "Gernika: del lienzo a la pantalla".
En 2009 es comisaria de la exposición “Ciria-Zugasti” (Obra de los artistas José Manuel Ciria (Manchester, 1960) y José Zugasti (Éibar, 1952). Coordina el catálogo de esta exposición.
En 2010 para la Alhóndiga de Bilbao es la coordinadora de la editorial Alberdania para la realización del libro "Lur Proiektua/Proyecto Tierra/Earth Project", muestra que inauguró el edificio de la Alhóndiga Bilbao.
Publica en la revista de la Asociación Mujeres en las Artes Visuales "M-Arte y Cultura Visual" (publicación de arte contemporáneo con perspectiva de género) múltiples reseñas críticas.
Realiza los textos del catálogo "Paisaiaren Murmurioa/Cuando la Naturaleza habla", exposición realizada en el Koldo Mitxelena del 12 de marzo al 30 de mayo de 2015, en la que participan los artistas: Iranzu Antona, María Cueto, Arantxa Guereño, Álvaro Matximbarrena, Jaime de los Ríos, Iñigo Royo, Unai San Martín, Pilar Soberón, Soinu mapa.net y Gentz del Valle.
Realiza los textos del catálogo "Zumeta en el Mercado de Zarautz", julio de 2015.
Es una de los autoras del libro "Gaur. Konztelazioak" 1966- 2016. Museo de San Telmo, Donostia. Mayo de 2016.